# الغائي في علم الأحياء

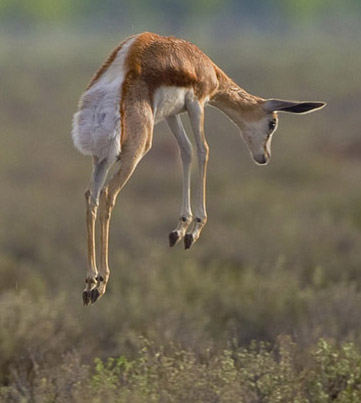
"2007": سبرينغبوك الشباب stotting. مما يساعد الربيع على البقاء على قيد الحياة والسماح له بالتكاثر.

الغائية في علم الأحياء هي استخدام لغة التوجيه الهدف في حسابات التكيف التطوري، والتي يجدها بعض علماء الأحياء وفلاسفة العلوم إشكالية. تم اقتراح مصطلح Teleonomy أيضًا. قبل داروين، كان يُنظر إلى الكائنات الحية على أنها موجودة لأن الله قد صممها وخلقها. وقد اتخذ علم اللاهوت الطبيعي ملامحهم مثل العيون لتمكينهم من القيام بوظائفهم، مثل الرؤية. غالبًا ما يستخدم علماء الأحياء التطورية صيغًا غائية مماثلة تستدعي الغرض، ولكنها تعني الانتقاء الطبيعي بدلاً من الأهداف الفعلية، سواء أكانت واعية أم لا. رأى علماء الأحياء والمفكرون الدينيون المعارضون أن التطور نفسه كان بطريقة ما موجهًا نحو الهدف (التأسيس)، وفي إصدارات حيوية، مدفوعًا بقوة حياة هادفة. نظرًا لأن مثل هذه الآراء فقدت مصداقيتها الآن، مع عمل التطور من خلال الانتقاء الطبيعي الذي يعمل على التباين الموروث، فقد اجتذب استخدام علم الغائية في علم الأحياء النقد، وبُذلت محاولات لتعليم الطلاب تجنب اللغة الغائية.ومع ذلك، لا يزال علماء الأحياء يكتبون عن التطور كما لو أن الكائنات الحية لها أهداف، وبعض فلاسفة علم الأحياء مثل فرانسيسكو أيالا وعلماء الأحياء مثل ج.ب.س هالدين يعتبرون أن اللغة الغائية أمر لا مفر منه في علم الأحياء التطوري.
سياق الكلام
الغائية.
الغائية، من اليونانية، telos «النهاية، الغرض» و -α ، logia ، «فرع من التعلم»، صاغها الفيلسوف كريستيان فون وولف في عام 1728. هذا المفهوم مستمد من الفلسفة اليونانية القديمة لأرسطو، حيث السبب (الغرض) من الشيء هو وظيفته. ومع ذلك، فإن بيولوجيا أرسطو لا تتصور التطور عن طريق الانتقاء الطبيعي.
العبارات التي يستخدمها علماء الأحياء مثل «وظيفة... هي...» أو «مصمم من أجل» هي عبارات غائية على الأقل في اللغة. إن وجود علم الغائية الحقيقي أو الظاهري في تفسيرات الانتقاء الطبيعي هو جانب مثير للجدل في فلسفة علم الأحياء، لأسباب ليس أقلها أصداء علم اللاهوت الطبيعي..
اللاهوت الطبيعي
قبل داروين، افترض علم اللاهوت الطبيعي وجود الله واستخدم مظهر الوظيفة في الطبيعة للدفاع عن وجود الله. ذكر عالم الطبيعة الإنجليزي جون راي أن نيته كانت «توضيح مجد الله في معرفة أعمال الطبيعة أو الخلق». قدم اللاهوت الطبيعي أشكالًا من الحجة أو الحجة الغائية من التصميم، أي أن الأعضاء تعمل بشكل جيد لغرضها الواضح، لذلك كانت مصممة جيدًا، لذلك يجب أن تكون قد صممت من قبل خالق صالح. على سبيل المثال، كان للعين وظيفة الرؤية واحتوت على ميزات مثل القزحية والعدسة التي تساعد في الرؤية؛ لذلك، ركض الحجة، فقد تم تصميمه لهذا الغرض.
التطور الموجه بالهدف
افترض المفكرون الدينيون وعلماء الأحياء مرارًا وتكرارًا أن التطور كان مدفوعًا بنوع من قوة الحياة، وهي فلسفة تُعرف بالحيوية، وغالبًا ما افترضوا أن لها نوعًا من الهدف أو الاتجاه (الذي كانت قوة الحياة تسعى جاهدة نحوه، إذا كانوا يعتقدون أيضًا في ذلك)، والمعروف باسم التأسيس أو التقدم التطوري. مثل هذا التوجه نحو الهدف يعني وجود قوة غائية طويلة المدى؛ اعتبر بعض مؤيدي التأسيس أنه قوة روحية، بينما رأى آخرون أنها كانت بيولوجية بحتة. على سبيل المثال، كان عالم الأجنة الروسي كارل إرنست فون باير يؤمن بقوة غائية في الطبيعة، في حين ربط الفيلسوف الروحاني الفرنسي هنري بيرجسون بين التأسيس والحيوية، مدافعًا عن قوة إبداعية في التطور تُعرف باسم إيلان حيوي في كتابه التطور الإبداعي (1907) طور عالم الفيزياء الحيوية الفرنسي بيير ليكومت دو نوي وعالم النبات الأمريكي إدموند وير سينوت فلسفات تطورية حيوية تُعرف باسم telefinalism و telism على التوالي. تم انتقاد وجهات نظرهم بشدة باعتبارها غير علمية؛ جادل عالم الحفريات جورج جايلورد سيمبسون بأن دو نوي وسينوت كانا يروّجان للنسخ الدينية للتطور. جادل عالم الأحافير اليسوعي بيير تيلار دو شاردان بأن التطور كان يهدف إلى «نقطة أوميغا» روحية مفترضة فيما أسماه «الجمع الموجه». مع ظهور التوليف التطوري الحديث، الذي تم فيه اكتشاف الآليات الجينية للتطور، تم التخلي عن فرضية تكوين العظام من قبل علماء الأحياء إلى حد كبير، خاصة مع حجة رونالد فيشر في كتابه عام 1930 النظرية الوراثية للانتقاء الطبيعي.

## التكيف

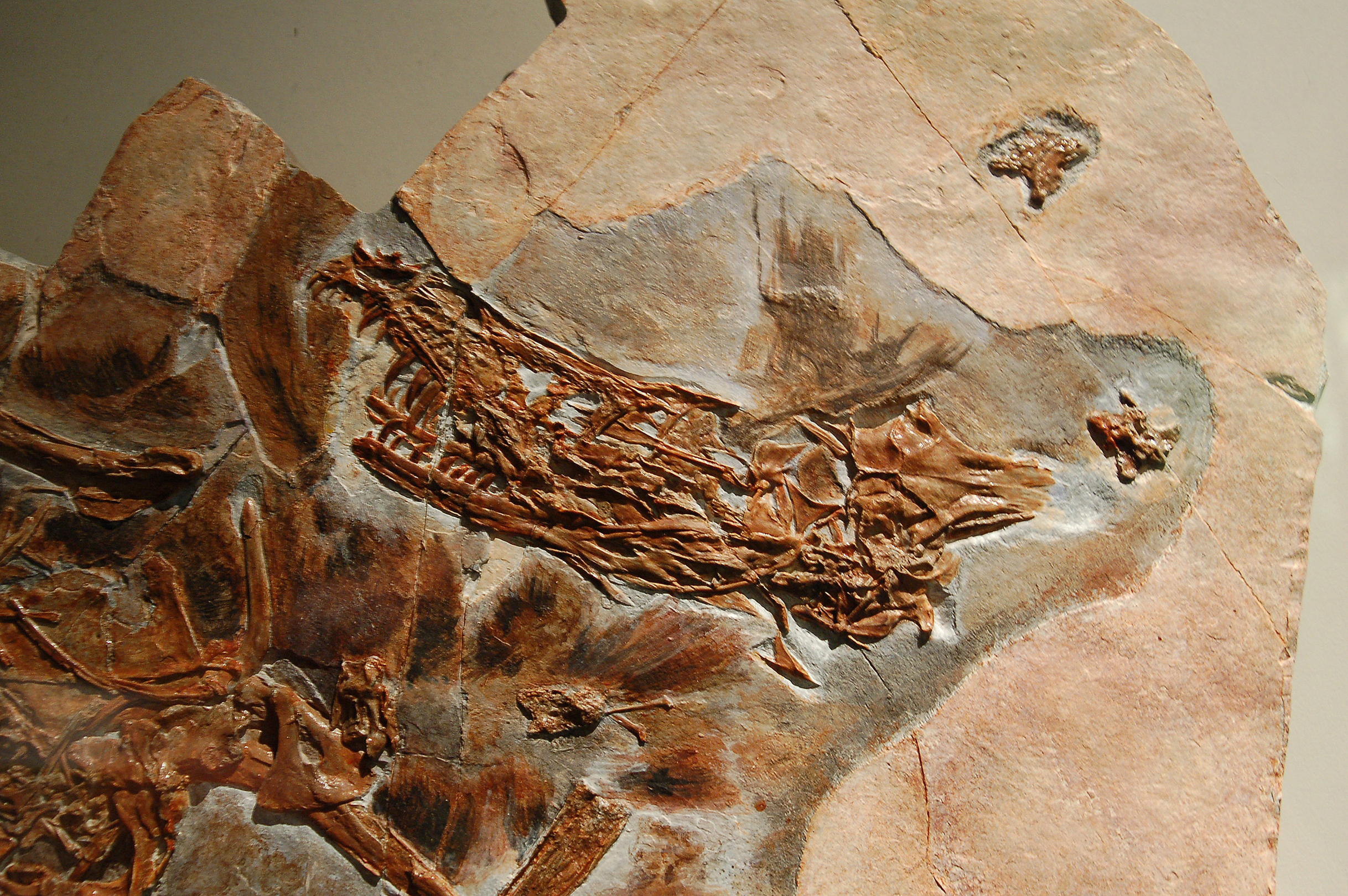
الريش اليوم تخدم وظيفة الطيران ، لكنها كانت، شارك اختارت بدلا من تكييف لهذه المهمة، بعد أن تطورت لغرض سابق في الثيرابودات مثل Sinornithosaurus millenii ، وربما العزل.

غالبًا ما يفترض علماء الأحياء أن السمة التي تستمر في مجتمع ما قد تم اختيارها أثناء التطور، مما يثير التساؤل حول كيفية تحقيق السمة لذلك. يطلق علماء الأحياء على أي آلية من هذا القبيل وظيفة السمة، وذلك باستخدام عبارات مثل «وظيفة التنجيم بواسطة الظباء هي التواصل مع الحيوانات المفترسة التي تم اكتشافها»، أو «يد الرئيسيات مصممة (عن طريق الانتقاء الطبيعي) للإمساك بها».
التكيف هو بنية يمكن ملاحظتها أو سمة أخرى للكائن الحي (على سبيل المثال، إنزيم) تم إنشاؤه بواسطة الانتقاء الطبيعي لخدمة وظيفته الحالية. قد يقترح عالم الأحياء فرضية أن الريش هو تكيفات لرحلة الطيور. سيتطلب ذلك ثلاثة أشياء: أن سمة وجود الريش هي سمة وراثية؛ أن السمة لا تخدم وظيفة الطيران؛ وأن هذه السمة تزيد من لياقة الكائنات الحية التي تمتلكها. من الواضح أن الريش يلبي هذه الشروط الثلاثة في الطيور الحية. ومع ذلك، هناك أيضًا سؤال تاريخي، وهو هل نشأت السمة في نفس وقت رحلة الطيور؟ لسوء الحظ بالنسبة للفرضية، يبدو أن الأمر ليس كذلك: الديناصورات ذوات الأقدام لديها ريش، لكن الكثير منها لم يطير. يمكن وصف الريش بأنه حالة من التعافي، حيث تم اختياره للطيران ولكن تطور في وقت سابق لغرض آخر مثل العزل. قد يصف علماء الأحياء كلاً من الخيار المشترك والتكيف السابق في اللغة الغائية.
المكانة في علم الأحياء التطوري
أسباب الانزعاج
الغائية الظاهرة هي قضية متكررة في علم الأحياء التطوري، تثير ذعر بعض الكتاب، وكأسلوب تفسيري فإنها تظل مثيرة للجدل. هناك أسباب مختلفة لعدم ارتياح علماء الأحياء من علم الغائية.
أولاً، إن مفهوم التكيف هو بحد ذاته مثير للجدل، حيث يمكن اعتباره ضمنيًا، كما جادل عالما الأحياء التطورية ستيفن ج. كل العوالم الممكنة "، بعبارة أخرى أن كل سمة مناسبة تمامًا لوظائفها. ومع ذلك، فإن كل ما يتطلبه علم الأحياء التطوري هو الادعاء الأضعف بأن سمة واحدة على الأقل أفضل قليلاً في سياق معين من أخرى، وبالتالي يتم اختيارها من أجلها.

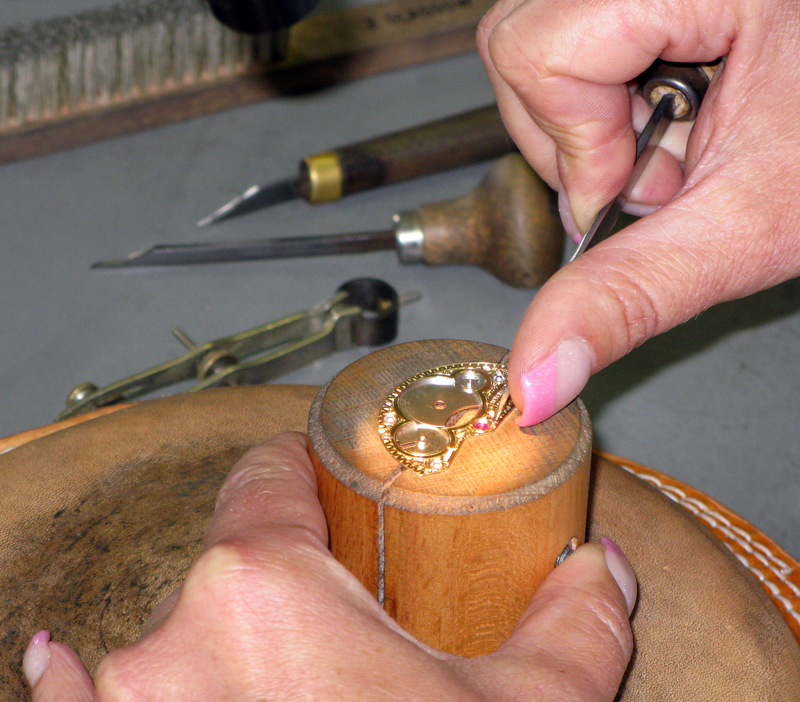
يجادل تشبيه Watchmaker بأن وجود آلية معقدة مثل الساعة يعني وجود مصمم واع.

ثانيًا، يرتبط علم الغائية بفكرة ما قبل الداروينية عن اللاهوت الطبيعي، وهي أن العالم الطبيعي يعطي دليلًا على التصميم الواعي والنوايا الحسنة للخالق، كما هو الحال في كتابات جون راي. واصل ويليام درهام تقليد راي مع كتب مثل علم اللاهوت الفيزيائي عام 1713 وعلم اللاهوت الفلكي عام 1714. لقد أثروا بدورهم على ويليام بالي الذي كتب حجة غائية مفصلة عن الله في عام 1802، اللاهوت الطبيعي، أو الأدلة على وجود الإله وخصائصه التي تم جمعها من مظاهر الطبيعة، بدءًا من قياس صانع الساعات. مثل هذا الخلق، إلى جانب قوة الحياة الحيوية والتطور التقويمي الموجه، تم رفضه من قبل معظم علماء الأحياء.
ثالثًا، قد يؤدي عزو الأغراض إلى عمليات التكييف إلى حدوث ارتباك مع الأشكال الشائعة من اللاماركية حيث من المفترض أن تؤثر الحيوانات على وجه الخصوص على تطورها من خلال نواياها، على الرغم من أن لامارك نفسه تحدث بدلاً من ذلك عن عادات الاستخدام، وقد تم تحدي الاعتقاد بأن تفكيره كان غائيًا .
رابعًا، التفسير الغائي للتكيف غير مريح لأنه يبدو أنه يتطلب سببية متخلفة، حيث يتم شرح السمات الحالية من خلال النتائج المستقبلية؛ لأنه يبدو أنه ينسب فعل العقل الواعي عندما لا يُفترض وجود أي منها في كائن حي؛ ونتيجة لذلك، يبدو من المستحيل اختبار التكيف تجريبيًا.
يتعلق السبب الخامس بالطلاب وليس الباحثين: يقول غونزاليس جالي أنه بما أن الناس يتخيلون بشكل طبيعي أن التطور له هدف أو اتجاه، فإن استخدام اللغة الغائية من قبل العلماء قد يكون بمثابة عقبة أمام الطلاب عند التعلم عن الانتقاء الطبيعي. ويقول إن مثل هذه اللغة يجب إزالتها لجعل التدريس أكثر فعالية.
الاختزال الغائي القابل للإزالة
التصريحات التي تشير ضمنًا إلى أن الطبيعة لها أهداف، على سبيل المثال عندما يُقال أن نوعًا ما يفعل شيئًا «من أجل» تحقيق البقاء، تبدو غائية، وبالتالي فهي غير صالحة لعلماء الأحياء التطورية. ومع ذلك، فمن الممكن عادة إعادة كتابة مثل هذه الجمل لتجنب الغائية الظاهرة. تضمنت بعض دورات علم الأحياء تمارين تتطلب من الطلاب إعادة صياغة مثل هذه الجمل حتى لا يقرأوا غائيًا. ومع ذلك، لا يزال علماء الأحياء يكتبون في كثير من الأحيان بطريقة يمكن قراءتها على أنها تعني الغائية، على الرغم من أن هذا ليس هدفهم. يجادل جون ريس بأن البيولوجيا التطورية يمكن إزالتها من علم الغائية الظاهري برفض تشبيه صانع الساعات قبل الدارويني للانتقاء الطبيعي. تم أيضًا الترويج لحجج أخرى ضد هذا القياس من قبل كتاب مثل عالم الأحياء التطوري ريتشارد دوكينز.
جادل بعض فلاسفة علم الأحياء مثل جيمس جي لينوكس بأن داروين كان عالمًا غائيًا، بينما وصف آخرون مثل مايكل جيزلين هذا الادعاء بأنه أسطورة روجت لها من خلال التفسيرات الخاطئة لمناقشاته، وأكدوا على التمييز بين استخدام الاستعارات الغائية وكونها في الواقع غائيًا. من ناحية أخرى، يصف مايكل هيدز تغييرًا في تفكير داروين حول التطور يمكن تتبعه من المجلد الأول من أصل الأنواع إلى المجلدات اللاحقة. بالنسبة إلى هيدز، كان داروين في الأصل مفكرًا غائيًا بدرجة أكبر بكثير، ولكن بمرور الوقت «تعلم تجنب الغائية». يستشهد هيدز برسالة كتبها داروين في عام 1872، قلل فيها من دور الانتقاء الطبيعي كقوة سببية في حد ذاته في تفسير التكيف البيولوجي، وبدلاً من ذلك أعطى وزناً أكبر لـ «قوانين النمو» التي تعمل [بدون مساعدة من الطبيعة. اختيار].
يدعي أندرو أسكلاند، من كلية ساندرا داي أوكونور للقانون، أنه على عكس ما بعد الإنسانية، وهي أيديولوجية تهدف إلى تحسين الحالة البشرية، والتي يؤكد أنها «غائية بالكامل»، فإن التطور الدارويني ليس غائيًا.
ينظر العديد من المعلقين إلى العبارات الغائية المستخدمة في علم الأحياء التطوري الحديث كنوع من الاختزال لوصف أي وظيفة تقدم ميزة تطورية من خلال الانتقاء الطبيعي. على سبيل المثال، كتب عالم الحيوان SHP Madrell أن «الطريقة المناسبة ولكن المرهقة لوصف التغيير عن طريق التكيف التطوري [قد] يتم استبدالها ببيانات غائية أقصر صراحة» من أجل توفير مساحة، ولكن هذا «لا ينبغي أن يؤخذ على أنه يعني أن يستمر التطور بأي شيء بخلاف الطفرات التي تنشأ عن طريق الصدفة، مع الاحتفاظ بتلك التي تمنح ميزة عن طريق الانتقاء الطبيعي».
غائية غير قابلة للاختزال
يجادل فلاسفة آخرون في علم الأحياء بدلاً من ذلك بأن الغائية البيولوجية غير قابلة للاختزال، ولا يمكن إزالتها بأي عملية بسيطة لإعادة الصياغة. حدد فرانسيسكو أيالا ثلاث حالات منفصلة تكون فيها التفسيرات الغائية مناسبة. أولاً، إذا توقع الفاعل بوعي هدف أفعاله؛ على سبيل المثال، يمكن تفسير سلوك التقاط القلم بالإشارة إلى رغبة الوكيل في الكتابة. يوسع أيالا هذا النوع من التفسير الغائي للحيوانات غير البشرية من خلال ملاحظة أن أيلًا يهرب من أسد الجبل. . . على الأقل مظهر السلوك الهادف. "ثانيًا، التفسيرات الغائية مفيدة للأنظمة التي لديها آلية للتنظيم الذاتي على الرغم من التقلبات في البيئة؛ على سبيل المثال، التنظيم الذاتي لدرجة حرارة الجسم في الحيوانات. وأخيرًا، فهي مناسبة" في إشارة إلى الهياكل المصممة تشريحيًا وفسيولوجيًا لأداء وظيفة معينة. "
أيالا، بالاعتماد على العمل الذي قام به الفيلسوف إرنست ناجل، يرفض أيضًا فكرة أن الحجج الغائية غير مقبولة لأنها لا يمكن أن تكون سببية. بالنسبة إلى ناجل، يجب أن تكون الحجج الغائية متسقة لأنه يمكن دائمًا إعادة صياغتها كحجج غير غائية. الفرق بين الاثنين، بالنسبة لأيالا، هو مجرد تركيز واحد. يكتب ناجل أنه بينما تركز الحجج الغائية على "النتائج المترتبة على نظام معين لجزء أو عملية مكونة"، فإن الحجج غير الغائية المكافئة تركز على "" بعض الظروف ... التي يستمر فيها النظام في تنظيمه المميز والأنشطة. "ومع ذلك، جادل فرانسيسكو أيالا بأن العبارات الغائية أكثر تفسيرية ولا يمكن التخلص منها. بالمثل جادلت كارين نياندر بأن المفهوم الحديث لـ" الوظيفة "البيولوجية يعتمد على الانتقاء الطبيعي. لذلك، على سبيل المثال، لا يمكن قول ذلك أي شيء يغمز إلى الوجود ببساطة، دون المرور بعملية اختيار، له وظائف بالفعل. نحن نقرر ما إذا كان للملحق وظيفة عن طريق تحليل عملية الاختيار التي أدت إلى ذلك. لذلك ، يجادل نياندر ، أي حديث عن الوظائف يجب أن يكون لاحقًا بالنسبة للانتقاء الطبيعي ، يجب تحديد الوظيفة بالرجوع إلى تاريخ الأنواع ، ولا يمكن تجنب علم الغائية. عالم الأحياء التطوري إرنست ماير ذكر بالمثل أن "التكيف ... هو نتيجة لاحقة وليس مجرد بحث عن هدف مسبق."
أنجيلا بريتينباخ ، التي تبحث في مسألة علم الغائية في علم الأحياء من منظور كانط ، تجادل بأن علم الغائية مهم باعتباره «إرشاديًا في البحث عن تفسيرات سببية للطبيعة و ... منظور تناظري حتمي للكائنات الحية.» من وجهة نظرها عن كانط ، فإن الغائية تعني شيئًا لا يمكن تفسيره بالعلم ، ولكن يمكن فهمه فقط من خلال القياس.
صاغ كولين بيتندريغ مصطلحًا مشابهًا «علم عن بعد» للظواهر البيولوجية الموجهة نحو الهدف. بالنسبة إلى Pittendrigh ، فإن مفهوم «التكيف» في علم الأحياء ، مهما كان تعريفه ، «يشير بالضرورة إلى هالة التصميم أو الهدف أو التوجيه النهائي ، والتي يبدو منذ زمن أرسطو أنها تميز الكائن الحي». مع أرسطو ، يمثل مشكلة ، لأنه يعني أن دراسة التكيف ستكون مرتبطة حتمًا بالتفسيرات الغائية. سعى Pittendrigh للحفاظ على جانب التصميم والغرض في النظم البيولوجية ، مع إنكار إمكانية فهم هذا التصميم على أنه مبدأ سببي. كما يقول ، يمكن إزالة الارتباك إذا وصفنا هذه الأنظمة «بمصطلح آخر ، مثل» teleonomic «، للتأكيد على أن التعرف على التوجيه النهائي ووصفه لا يحمل التزامًا بالغائية الأرسطية باعتباره سببًا فعالًا. المبدأ.» انتقد إرنست ماير ارتباك Pittendrigh حول أسباب أرسطو الأربعة ، بحجة أن التطور يشمل فقط السبب المادي والشكلي وليس السبب الفعال. اقترح ماير استخدام المصطلح فقط لـ «الأنظمة التي تعمل على أساس برنامج المعلومات المشفرة».
أكد William C. Wimsatt أن غائية لغة علم الأحياء والمجالات الأخرى مستمدة من البنية المنطقية لنظريات الخلفية ، وليس فقط من استخدام المواقع الغائية مثل «الوظيفة» و «من أجل». وذكر أن «الاستعاضة عن الحديث عن الوظيفة بالحديث عن الاختيار [...] ليس القضاء على الغائية بل إعادة صياغتها». ومع ذلك ، يجادل ويمسات بأن هذا الفكر لا يعني مناشدة السببية العكسية ، أو الحيوية ، أو التعارف ، أو المشاعر المناهضة للاختزال.
لاحظ عالم الأحياء J.B.S Haldane أن «علم الأحياء مثل عشيقة عالم أحياء: لا يمكنه العيش بدونها لكنه غير راغب في رؤيته معها في الأماكن العامة.»